# Bandera de les Piles
La bandera oficial de les Piles té la descripció següent:
Bandera apaïsada de proporcions dos d'alt per tres de llarg, vermella, amb dos triangles blancs de bases 9/24 de l'alçària del drap, separats uns 6/24 de la mateixa alçària a la vora de l'asta, i els vèrtexs, separats l'un de l'altre per 1/12 de l'alçària del drap i distants a 3/18 de la vora del vol.

## Història
Va ser aprovada en el DOGC el 23 de novembre de 1999 i publicada en el DOGC el 24 de desembre del mateix any amb el número 3042. Està basada en l'escut heràldic de la localitat.